# Altiplano de Shuswap
El altiplano de Shuswap es una zona montañosa similar a una meseta de 14.511 km² en la Columbia Británica, Canadá. Abarca la zona de tierras altas entre las mesetas Bonaparte y Thompson desde la zona del lago Mahood, en la esquina sureste de la meseta Cariboo, al sureste hacia el curso bajo del río Shuswap al este de Vernon en la región de Okanagan. Las tierras altas no son una cordillera unificada, sino una combinación de tierras altas divididas por los valles de los ríos Clearwater, North Thompson y Adams y también por las tierras bajas del lago Shuswap que flanquean el suroeste. En esa zona del valle están los pueblos de Falkland, Westwold y Monte Creek a lo largo de la carretera 97. Esta zona también incluye las colinas de Spa, y los otros núcleos aislados de colinas y mini-plataformas entre la meseta de Thompson propiamente dicha y el lago Shuswap. El punto más alto de las Tierras Altas es el Pico Matterhorn en el macizo del Pico Dunn a 2636 metros.
El altiplano de Shuswap es en esencia una zona de pie de monte (o de transición) entre las mesetas interiores mucho más amplias del suroeste y el oeste de la misma, y el terreno montañoso de las Montañas Monashee y Cariboo del norte en el este-noreste.
Los climas aquí varían desde el subalpino en las montañas, especialmente más al norte, hasta el clima continental semiárido, más templado, que se encuentra alrededor del lago Shuswap.